# فراموس
فراموس (انگلیسی: Framus) شرکت تجهیزات موسیقی آلمانی است، که در سال ۱۹۴۶ تأسیس شد.